# إثيل سميث
إثيل ماري سميث (بالإنجليزية: Ethel Smyth)، حاصلة على رتبة الإمبراطورية البريطانية (مواليد 22 أبريل 1858-8 مايو 1944) كانت مُلحنة إنجليزية وعضوًا في حركة حق النساء بالتصويت. من مؤلفاتها أغانٍ، وأعمال للبيانو، وموسيقى الحجرة، وأعمال للأوركسترا، وأعمال للكورال والأوبرا.
كانت سميث مهمشة» بصفتها مُلحنة امرأة «،كعدم إمكانية قبول عملها ضمن الأعمال الرئيسة، بالرغم من إنتاجها لأعمال أرقى من غيرها، انتُقدت أعمالها لعدم وصولها لمستوى معايير منافسيها من الذكور. ومُنحت مع ذلك لقب السيدة، فكانت أول مُلحنة أنثى تُكَرّم.

## الخلفية العائلية
كانت إثيل سميث الابنة الرابعة من بين ثمانية أطفال. كان أصغرهم روبرت «بوب» نابيير سميث (1868-1947)، الذي ارتقى فأصبح لواءً في الجيش البريطاني. وكانت عمة قائد الفيلق السير رالف إيستوود.
وُلدت في سيندكوب، كينت، التي تعرف الآن باسم منطقة لندن بيكسلي، وكانت الابنة الرابعة من بين ثمانية أطفال. بينما كان يوم 22 أبريل هو تاريخ ولادتها الحقيقي، فقد ذكرت سميث على نحو ثابت أنه كان يوم 23 أبريل، وهو اليوم الذي كانت تحتفل فيه عائلتها لاستمتاعهم بمصادفته مع يوم ميلاد ويليام شيكسبير. كان والدها جون هال سميث لواءً في المدفعية الملكية البريطانية، وكان مُعارضًا لسلوكها مهنة في مجال الموسيقى. عاشت في فيرمهوست بالقرب من فيرملي غرييب لعدة سنوات، قبل أن تنتقل إلى هوك هيث على مشارف ووكينغ.

## مهنتها في الموسيقى
درست في البداية خصوصًا مع أليكساندر إيوينغ عندما كان عمرها سبعة عشر عامًا. فقد عَرَّفها على موسيقى فاغنر وبيرليوز. وبعد خلاف كبير مع والدها بشأن خططها بتكريس حياتها للموسيقى، سُمح لسميث بالتقدم في تعليمها الموسيقي في جامعة الموسيقى والمسرح في لايبزيغ، درست التلحين مع كارل راينيكيه. تركت الدراسة بعد سنة وهي خائبة الآمال بسبب معايير التدريس المنخفضة، واستمرت في دراساتها الموسيقية خصوصًا مع هاينريش فون هيرزوجنبرغ. التقت عند دراستها في كلية جامعة الموسيقى والمسرح في لايبزيغ بدفورجاك، جريج، تشايكوفسكي. والتقت من خلال هيرزوجنبرغ لبارا شومان وبرامس.
تشمل مجموعة أعمال سميث الواسعة كونشرتو للكمان، البوق والأوركسترا والقداس في سلم ري. تُعتبر الأوبرا خاصتها بعنوان المخربين من قبل بعض النُقاد «أهم أوبرا إنجليزية أٌلفت في الفترة بين بورسيل وبريتن»، وكان لها أوبرا ثانية بعنوان الغابة، أُقيمت في عام 1903، وكانت الأوبرا الوحيدة المُنتجة من تأليف امرأة لأكثر من قرن من الزمن في أوبرا ميتروبوليتان في نيويورك (حتى أتت أوبرا كايا سآرياهو بعنوان الحب من بعيد في ديسمبر 2016).
بثَّت قناة بي بي سي الناشئة في 28 مايو من عام 1928 حفلتين موسيقيتين من موسيقى سميث، جاعلة منها «يوبيلًا موسيقيًا»، تألفت الأولى من موسيقى الحجرة، والثانية من أعمال كورالية قدمتها سميث بنفسها. بخلاف ذلك، جاء الاعتراف بسميث في إنجلترا متأخرًا وذلك بحسب ما كتب قائد الأوركسترا ليون بوتستين في الوقت الذي قدم فيه عرض الأوركسترا السمفونية الأمريكية الأول في الولايات المتحدة لأوبرا المخربون في نيويورك في 30 سبتمبر عام 2007:
أحتُفل بعملها في مهرجان تحت توجيه بيتشام في عيد ميلادها الخامس والسبعين عام 1934، وهو الحدث الأخير الذي أُجري في قاعة ألبرت الملكية بحضور الملكة. وبقلب حزين، كانت المُلحنة قد فقدت سمعها بالكامل في هذه اللحظة من الاعتراف الذي طال انتظاره، ولم تتمكن من سماع موسيقاها ولا لإطراء الجمهور.
ومع ذلك، فقد وجدت اهتمامًا جديدًا في الأدب ونشرت بين عامي 1919 و1940 عشرة كتب ناجحة للغاية وغالبها عن سير ذاتية.

### تناول النقد
كان رد الفعل النقدي لعملها مختلطًا بصورة شاملة. كانت تُمدَح وتُنتقد بشكل متناوب لكتابتها للموسيقى التي تعتبر رجولية جدًا بالنسبة لـ «امرأة مُلحنة»، كما اسماها النقاد. وقد كتب يوجين غيتس أنها
نادرًا ما كانت تُقيم موسيقى ببساطة على أنها عمل ملحن بين الملحنين، بل على أنها عمل لـ «امرأة مُلحنة»، فعمل هذا على إبقائها على حافة المهنة، واقترن مع المعاير المزدوجة للجماليات الجنسية، ووضعها هذا أيضًا في مأزق مزدوج. ومن ناحية أخرى، عندما كانت تؤلف موسيقى قوية وحيوية الإيقاع، كان يُقال إن عملها افتقر للسحر الأنثوي؛ ومن جهة أخرى، عندما ألَّفت مؤلفات مُنغمة ومرهفة، كانت تُتهم بعدم الارتقاء للمعاير الفنية لزملائها من الذكور.  
كان ناقدون آخرون أكثر إيجابية: «الملحنة هي موسيقية مكتسبة التعلم: التعلم هو الذي يعطيها القوة للتعبير عن حسها الفكاهي المولود فطريًا فيها، تعرِف الدكتورة سميث موزارتها وسوليفانها: تعلَّمت كيفية كتابة محادثات في الموسيقى. (رفيق الربّان) هي واحدة من أكثر الأوبرات الهزلية المُنفذة على المسرح مرحًا، وعذوبة في النغمات، وبهجةً»

## انخراطها في حركة حق التصويت
انضمت سميث عام 1910 إلى الاتحاد الاجتماعي والسياسي للمرأة، وهي منظمة لحق التصويت، تاركةً مجال الموسيقى لسنتين لتكرس نفسها لهذه القضية، مرافقة قائدتها المؤثرة السيدة بانكيرست في مناسبات عدةً. أصبحت أغنيتها «مسيرة النساء» (1911) النشيد لحركة حق النساء بالتصويت. دعت إميلين بانكيرست -قائدة الاتحاد الاجتماعي والسياسي للمرأة عام 1912- أعضاءَ الاتحاد إلى كسر نافذة في بيت أي سياسي معارض لتصويت النساء، وذلك بعد التدرب بواسطة تصويب الأحجار على الأشجار بالقرب من بيت إيميرسون. كانت سميث واحدةً من 109 عضوًا مستجيبًا لطلب بانكيرست، طالبةً إرسالها لمهاجمة بيت الوزير الاستعماري هاركورت، الذي قال لو وجد جمال زوجته وحكمتها لدى كل النساء، لمُنحن حق التصويت سابقًا. دفعت سميث نصف الكفالة لهيلين كراجز، التي كانت في طريقها لتنفيذ حريق متعمد لبيت سياسي معروف. واعتُقلت بانكيرست و100 امرأة أخرى خلال رمي الأحجار، وسُجنت لسنتين في سجن سجن هولواي. بينما كان صديقها المؤيد لها ثوماس بيتشام يذهب لزيارتها هناك، وجد المطالِبات بحق المرأة بالتصويت يسرن في ساحة مربعة ويغنين، بينما كانت سميث تنحني من نافذة وتؤدي الأغنية باستخدام فرشاة أسنان. قالت سميث في كتابها أنغام المزمار الأنثوية في جنة عدن أن خبرتها كانت من كونها «على َعرفة جيدة» بالنساء المتّحدات «الكبيرات والصغيرات والغنيات والفقيرات والقويات والناعمات» مع تبيان الفكرة التي سُجنَّ بسببها قبل احتياجاتهم الشخصية. وقد كشفت سميث أن السجن كان يعج بالصراصر حتى في جناح المستشفى. وأطلق سراحها من السجن في وقت مبكر بسبب التقييم الطبي الذي ذكر أنها غير مستقرة عقليًا وهستيرية. أعطت سميث أدلة مكتوبة في محاكمة شهر نوفمبر للسيدة بانكيرست وآخرون بتهمة التحريض على العنف لتبين أنها انخرطت في هذا النشاط بشكل حر. واستمرت في التراسل مع السيدة بانكيرست وسمعت عن ضياعها وهي تبحث عن البيت الآمن المُوَفر لها لتختبئ فيه من الاعتقال مرة أخرى في اسكتلندا، قبل حدث غلاسكو في مارس عام 2014.  
لم تتفق سميث مع حماس بانكيرست للانضمام إلى جهود الحرب، ولكنها تدربت على اختصاص الأشعة في باريس، وانتهت صداقتها ذات الطابع السيئ مع كريستابيل عام 1925. قادت فرقة شرطة متروبوليتان في الكشف عن تمثال إيميلين في لندن عام 1930.

## حياتها الشخصية
كان لسميث عدة علاقات شغوفة في حياتها، كان أغلب تلك العلاقات مع نساء. قد يكون صديقها الفيلسوف وكاتب كلمات لبعض الأوبرات الخاصة بها هنري بريوستر عشيقها الذكر الوحيد. كتبت له عام 1892: «أتساءل لماذا من السهل أكثر لي أن أحب جنسي بشغف أكثر من جنسك. لا أستطيع الخروج من هذا، لأنني شخص سليم عقليًا». عشقت سميث -في وقت من الأوقات- الناشطة في حقوق المرأة بالتصويت المتزوجة إيميلين بانكيرست. ووقعت وهي في عمر 71 سنة في حب الكاتبة فرجينيا وولف –التي كانت قد عملت معها بنفسها في حركة حق النساء بالتصويت– التي قالت عن العلاقة بقلق واستمتاع أنها كانت «مثل أن يسمك بك سرطان عملاق»، ولكن أصبحت الاثنتان صديقتين. وتُصَور علاقة سميث بفيوليت غوردون-وودهاوس بصورة ساخرة في أوبرا روجر سكروتون لعام 2005 بعنوان فيوليت.

## جوائز
حصلت على جوائز منها:
- الدكتوراه الفخرية من جامعة سانت أندروز (1928)
- قائدة رتبة الإمبراطورية البريطانية (1922)[30]
- الدكتوراة الفخرية من جامعة درم (1910)
- الدكتوراة الفخرية من جامعة أكسفورد.

## روابط خارجية
- إثيل سميث على موقع IMDb (الإنجليزية)
- إثيل سميث على موقع الموسوعة البريطانية (الإنجليزية)
- إثيل سميث على موقع ميوزك برينز (الإنجليزية)
- إثيل سميث على موقع ديسكوغز (الإنجليزية)